# 고현철 (법조인)
고현철(高鉉哲, 1947년 2월 28일 ~ )은 대한민국의 대법관을 역임한 법조인이다.

## 학력
- 대전고등학교
- 서울대학교 법학 학사
- 서울대학교 사법대학원

## 경력
- 2011년 11월: 법관인사제도개선위원회 위원장
- 2011년 4월: 한국신문윤리위원회 윤리위원회 위원장
- 2009년 9월~2011년 8월: 헌법재판소 자문위원
- 2009년 3월~현재: 법무법인(유한) 태평양 고문
- 2006년 10월~2009년 2월: 제15대 중앙선거관리위원회 위원장
- 2003년 2월: 대법원 대법관
- 2001년 2월: 서울지방법원장
- 2000년 9월: 서울행정법원장
- 2000년 7월: 창원지방법원장
- 1998년 2월: 서울고등법원 부장판사
- 1995년 9월~1998년: 법원행정처 인사관리실장
- 1994년 2월~2000년: 서울고등법원 부장판사
- 1993년 2월: 부산고등법원 부장판사
- 1992년 2월: 수원지방법원 수석부장판사
- 1991년 2월: 서울민사지방법원 부장판사
- 1989년~1991년: 서울지방법원 북부지원 부장판사
- 1987년 9월~1989년: 인천지방법원 부장판사
- 1985년 9월~1987년: 대전지방법원 부장판사
- 1983년 9월~1985년: 대법원 재판연구관
- 1982년: 서울고등법원 판사
- 1981년: 서울지방법원 남부지원 판사
- 1980년: 서울지방법원 영등포지원 판사
- 1978년~1980년: 부산지방법원 판사
- 1977년: 서울민사지방법원 판사
- 1974년~1977년: 서울형사지방법원 판사
- 1974년: 부산지방법원 진주지원 판사
- 1971년~1974년: 육군법무관
- 1969년: 제10회 사법시험 합격

## 수임제한 위반논란
대법관 재임 시절인 2004년에 자신이 판결한 사건과 내용이 같은 사건을 수임하여 변호사법 31조를 위반했다는 혐의로 서울지방변호사회에서 대한변호사협회로 징계를 청구 했으며 참여연대로부터 서울중앙지검에 고발 당했다.